# Borzymowo
Borzymowo (niem. Abrahamsheide) – przysiółek wsi Złotna Polsce,położony w województwie warmińsko-mazurskim, w powiecie ostródzkim, w gminie Morąg.
W latach 1975–1998 przysiółek administracyjnie należała do województwa olsztyńskiego. Miejscowość leży w historycznym regionie Prus Górnych.
Wzmiankowany w XVIII w jako wieś szlachecka na 11 włókach. W roku 1782 we wsi odnotowano 12 domów (dymów), natomiast w 1858 w 9 gospodarstwach domowych było 66 mieszkańców. W latach 1937–1939 było także 66 mieszkańców. Majątek należał do Markowa.
W roku 1973 jako wieś Borzymowo należało do powiatu morąskiego, gmina Morąg, poczta Łączno.
Do 31 grudnia 2011 miejscowość była wsią. Od 1 stycznia 2012 miejscowość jest przysiółkiem wsi Złotna.